# لويس جيني
لويس جيني (بالإسبانية: Luis Gini)‏ مواليد 31 أكتوبر 1935 في باراغواي، هو لاعب كرة قدم باراغواياني. يلعب في مركزالدفاع. سبق له أن لعب في كأس العالم لكرة القدم مع منتخب بلاده في مونديال 1958.

## روابط خارجية
- لويس جيني على موقع الاتحاد الدولي (مؤرشف)  (الإنجليزية)
- لويس جيني على موقع قاعدة بيانات كرة القدم.إي يو (الإنجليزية)
- لويس جيني على موقع عالم كرة القدم.نت (الإنجليزية)